# Etnična skupina
Etnična skupina (tudi etnija) je skupina, ki se po kulturnih potezah, lastnim njenim pripadnikom, razlikuje od drugih skupin. Največkrat jo povezujejo ime, skupna prepričanja, verovanja, vrednote, norme, šege, jezik, vera, zgodovina, naselitveno območje ter zavest pripadnosti in etnična identiteta. 
Vprašanja, povezana z etničnimi skupinami, zlasti z izvorom, medsebojnim kulturnimi razlikami in podobnostmi, so utemeljila etnologijo kot posebno vedo. Središčna etnološka vprašanja za preučevanje etničnih skupin so: etnogeneza, kulturna podobnost, razločki in meje v medetničnih stikih, značilnosti kulture etničnih skupin (etnične značilnosti), etnična gibanja, etnične podlage naroda in nacije, izražanje etnične identitete. Sodobne dinamične definicije etničnih skupin, nastale v okviru teorij etničnosti, le deloma ali pa sploh ne upoštevajo razlag, ki te skupine enačijo s stabilnimi družbami in izoliranimi kulturami. Nasprotno pa trdijo, de se etnična skupina oblikuje in definira v stiku z drugimi etničnimi skupinami, saj nobena skupnost ne more živeti v izolaciji in se hkrati zavedati lastne identitete. Po tem merilu je mogoče kot etnične skupine označiti dobesedno vse, od rodu in plemena do nacije in od rase do regionalnega prebivalstva, celo poklicnih in drugih skupin.